# ヘキサミジン
ヘキサミジン(Hexamidine)は、殺菌剤及び消毒薬である。
ヘキソメジン(Hexomedine)は、ヘキサミジンの1/1000ジイセチオネート溶液である。